# Çorovodë
Çorovodë es una villa de Albania. Desde 2015 es la capital del municipio de Skrapar, y antiguamente fue la capital del distrito de Skrapar.
El antiguo municipio tenía en 2011 una población de 4051 habitantes.
El topónimo es de origen eslavo y significa "agua negra". La localidad es famosa por los cañones y cuevas que forma el río Osum en las cercanías de la localidad.
Se sitúa sobre el río Osum, 20 km al sureste de Poliçan.